# NGC 2745
NGC 2745 est une galaxie lenticulaire compacte située dans la constellation du Cancer. NGC 2745 a été découverte par l'astronome allemand Albert Marth en 1864.

## Caractéristiques
Sa vitesse par rapport au fond diffus cosmologique est de 3 918 ± 20 km/s, ce qui correspond à une distance de Hubble de 57,8 ± 4,1 Mpc (∼189 millions d'al).
À ce jour, une mesure non basée sur le décalage vers le rouge (redshift) donne une distance d'environ 74,700 Mpc (∼244 millions d'al). Cette valeur est à l'extérieur mais compatible avec les valeurs de la distance de Hubble. Notons que c'est avec la valeur moyenne des mesures indépendantes, lorsqu'elles existent, que la base de données NASA/IPAC calcule le diamètre d'une galaxie et qu'en conséquence le diamètre de NGC 2745 pourrait être d'environ 9,51 kpc (∼31 000 al) si on utilisait la distance de Hubble pour le calculer.
En raison d'une brillance de surface égale à 11,86 mas/am2, on peut qualifier NGC 2745 de galaxie présentant une brillance de surface élevée.